# Ronde van Italië 2021/Zeventiende etappe
De zeventiende etappe van de Ronde van Italië 2021 werd verreden op 26 mei van Canazei naar Sega di Ala. Het betrof een etappe over 193 kilometer. In deze etappe met een tot dan toe nog nooit verreden slotklim pakte Simon Yates iets minder dan een minuut terug op rozetruidrager Egan Bernal, die voor het eerst zwakheden toonde.
| Canazei – Sega di Ala (193,0 km) |                 |                        |          |
| Plaats                           | Naam            | Ploeg                  | Tijd     |
| 1                                | Daniel Martin   | Israel Start-Up Nation | 4u54'38" |
| 2                                | João Almeida    | Deceuninck–Quick-Step  | + 13"    |
| 3                                | Simon Yates     | Team BikeExchange      | + 30"    |
| 4                                | Diego Ulissi    | UAE Team Emirates      | + 1'20"  |
| 5                                | Damiano Caruso  | Bahrain-Victorious     | z.t.     |
| 6                                | Daniel Martínez | INEOS Grenadiers       | + 1'23"  |
| 7                                | Egan Bernal     | INEOS Grenadiers       | z.t.     |
| 8                                | Antonio Pedrero | Movistar Team          | + 1'38"  |
| 9                                | Peio Bilbao     | Bahrain-Victorious     | + 1'43"  |
| 10                               | George Bennett  | Team Jumbo-Visma       | + 2'21"  |
|                                  |                 |                        |          |
| 22                               | Koen Bouwman    | Team Jumbo-Visma       | + 5'16"  |
| 26                               | Louis Vervaeke  | Alpecin-Fenix          | + 6'17"  |

| Algemeen klassement |                  |                       |           |
| Plaats              | Naam             | Ploeg                 | Tijd      |
| Roze trui           | Egan Bernal      | INEOS Grenadiers      | 71u32'05" |
| 2                   | Damiano Caruso   | Bahrain-Victorious    | + 2'21"   |
| 3                   | Simon Yates      | Team BikeExchange     | + 3'23"   |
| 4                   | Aleksandr Vlasov | Astana-Premier Tech   | + 6'03"   |
| 5                   | Hugh Carthy      | EF Education-Nippo    | + 6'09"   |
| 6                   | Romain Bardet    | Team DSM              | + 6'31"   |
| 7                   | Daniel Martínez  | INEOS Grenadiers      | + 7'17"   |
| 8                   | João Almeida     | Deceuninck–Quick-Step | + 8'45"   |
| 9                   | Tobias Foss      | Team Jumbo-Visma      | + 9'18"   |
| 10                  | Giulio Ciccone   | Trek-Segafredo        | + 11'46"  |
|                     |                  |                       |           |
| 14                  | Koen Bouwman     | Team Jumbo-Visma      | + 27'43"  |
| 19                  | Louis Vervaeke   | Alpecin-Fenix         | + 42'01"  |

## Opgaves
- Victor Campenaerts (Team Qhubeka-ASSOS): niet gestart vanwege een knieblessure
- Rémy Rochas (Cofidis): opgave tijdens de etappe

1e etappe ·
2e etappe ·
3e etappe ·
4e etappe ·
5e etappe ·
6e etappe ·
7e etappe ·
8e etappe ·
9e etappe ·
10e etappe ·
11e etappe ·
12e etappe ·
13e etappe ·
14e etappe ·
15e etappe ·
16e etappe ·
17e etappe ·
18e etappe ·
19e etappe ·
20e etappe ·
21e etappe
Startlijst · Eindstanden · Afbeeldingen